# Mansión de Lielmēmele
La Mansión de Lielmēmele (en letón: Lielmēmeles muižas pils; en alemán: Groß-Memelhof), también llamada 
Mēmele,  es una casa señorial en la parroquia de Mazzalve, municipio de Nereta en la región histórica de Selonia, en Letonia.
El nombre anterior de la finca es Memelhof y entre 1515 y 1760 perteneció a la familia von Ropp. En 1860 la propiedad fue comprada por la familia von Schlippenbach. La actual mansión fue construida durante este tiempo. El último propietario de la mansión que la tuvo en posesión hasta 1920 fue Metta von der Osten Sacken.
Durante la reforma agraria letona de 1920 los terrenos de la mansión fueron nacionalizados y parcelados. Desde 1930 la mansión fue usado como edificio residencia para la guardia fronteriza letona. Durante la Segunda Guerra Mundial en 1944 un Cuartel General militar alemán y un hospital fueron localizados en la mansión. En 1946 se situó una residencia de mayores en la mansión. En 1974 fue transformado en residencia para personas con desórdenes mentales.
Originalmente la mansión tenía una sola planta. Una segunda planta fue añadida en la Segunda Guerra Mundial.